# 令女孩瘋狂的五月雨
《令女孩瘋狂的五月雨》（五月雨美女がさ乱れる）是日本女子偶像組合Juice=Juice的第2张獨立製作单曲。

## 概要
- 《令女孩瘋狂的五月雨》是Juice=Juice第2张獨立製作單曲。
- 2013年5月5日的上先行販售。後宣布於6月12日進行一般發行。
- 此單曲有1個版本「CD ONLY」。
- 在同年6月24日於Oricon公信榜單曲每週排行榜取得第153位。

## 收錄内容
| CD   | CD                                 | CD   | CD                 |
| 曲序 | 曲目                               | 词曲 | 编曲               |
| ---- | ---------------------------------- | ---- | ------------------ |
| 1.   | 令女孩瘋狂的五月雨                 | 淳君 | 板垣祐介、鈴木俊介 |
| 2.   | 令女孩瘋狂的五月雨（Instrumental） | －   | －                 |

## 外部連結
- Juice=Juice官方網站（日語）
- 《令女孩瘋狂的五月雨》MV （页面存档备份，存于）